# Strafprozeßordnung 1975
Die Strafprozeßordnung 1975 (StPO) ist ein Bundesgesetz, das die zentralen Bestimmungen für alle in der Republik Österreich geführten Strafprozesse enthält.

## Entwicklung
Eine einheitliche gesetzliche Regelung des Strafprozesses sowie auch des materiellen Strafrechtes in Österreich enthielt erstmals die Constitutio Criminalis Theresiana 1768; es folgten (nur für das Prozessrecht) die Kriminalgerichtsordnung 1788 und hierauf das (wiederum materielles Strafrecht und Strafverfahrensrecht vereinigende) Strafgesetzbuch 1803. Diese Kodifikationen folgten noch den Grundsätzen des Inquisitionsprozesses: Der Richter (Inquisitor) war Ankläger und Urteiler in einer Person, das Verfahren erfolgte geheim und schriftlich. Die Folter war in Österreich zwar schon 1776 aufgehoben worden, doch noch immer existierten gesetzliche Beweisregeln.
Erst im Gefolge der Revolution von 1848/49 wurden die Grundsätze des modernen Strafprozesses aus Frankreich übernommen, zunächst nur für Presseprozesse, dann, mit der Strafproceßordnung 1850, RGBl. Nr. 236, auch allgemein: Die Anklage übernahm ein vom Richter verschiedener Staatsanwalt, das Hauptverfahren folgte den Grundsätzen der Öffentlichkeit und Mündlichkeit, die Beweise unterlagen freier Beweiswürdigung. In besonderen Fällen, insbesondere bei politischen Delikten, sollten Geschworene anstelle des Berufsrichters über die Schuld des Angeklagten entscheiden. Zwar brachte die Strafproceßordnung 1853, RGBl. Nr. 151, eine Kehrtwende zurück zum Inquisitionsprozess, doch wurde der moderne Anklageprozess endgültig mit der Strafproceßordnung 1873, RGBl. Nr. 119, in Österreich eingeführt.
Die Strafprozessordnung von 1873 gilt noch heute, wurde jedoch vielfach novelliert und dreimal (1945, 1960 und 1975) wieder verlautbart, das letzte Mal durch die Kundmachung vom 9. Dezember 1975 BGBl. Nr. 631 (daher heute: Strafprozeßordnung 1975). Eine bedeutende Novellierung erfolgte mit Wirkung vom 1. Jänner 2006 durch die Strafprozessnovelle BGBl. I Nr. 119/2005, mit der der Opferschutz deutlich verbessert wurde. Schon davor, mit dem Strafprozessreformgesetz, BGBl. I Nr. 19/2004, war eine Gesamtreform des strafprozessualen Vorverfahrens beschlossen worden, die aufgrund ihrer Tragweite und der dafür notwendigen Vorbereitungen aber erst mit 1. Jänner 2008 in Kraft trat. Bis dahin waren die Voruntersuchungen – als letzter Rest des Inquisitionsprozesses – von einem Untersuchungsrichter geleitet worden, die kriminalpolizeilichen Vorerhebungen waren gesetzlich kaum geregelt. Nunmehr sollen Kriminalpolizei und Staatsanwaltschaft gemeinsam, unter Leitung der Staatsanwaltschaft, in einem einheitlichen Ermittlungsverfahren die Erhebungen durchführen.

## Gliederung
1. Teil: Allgemeines und Grundsätze des Verfahrens
- 1. Hauptstück: Das Strafverfahren und seine Grundsätze (§§ 1–17)
- 2. Hauptstück: Kriminalpolizei, Staatsanwaltschaft und Gericht (§§ 18–47); § 47a Rechtsschutzbeauftragter
- 3. Hauptstück: Beschuldigter und Verteidiger (§§ 48–64)
- 4. Hauptstück: Opfer und ihre Rechte (§§ 65–73)
- 5. Hauptstück: Gemeinsame Bestimmungen (§§ 74–90)

2. Teil: Das Ermittlungsverfahren
- 6. Hauptstück: Allgemeines (§§ 91–97)
- 7. Hauptstück: Aufgaben und Befugnisse der Kriminalpolizei, der Staatsanwaltschaft und des Gerichts (§§ 98–108)
- 8. Hauptstück: Ermittlungsmaßnahmen und Beweisaufnahme (§§ 109–166)
- 9. Hauptstück: Fahndung, Festnahme und Untersuchungshaft (§§ 167–189)

3. Teil: Beendigung des Ermittlungsverfahrens
- 10. Hauptstück: Einstellung, Abbrechung und Fortführung des Ermittlungsverfahrens (§§ 190–197)
- 11. Hauptstück: Rücktritt von der Verfolgung (Diversion) (§§ 198–209)

4. Teil: Haupt- und Rechtsmittelverfahren
- 12. Hauptstück: Die Anklage (§§ 210–215)
- 13. Hauptstück: Vorbereitungen zur Hauptverhandlung (§§ 220–227)
- 14. Hauptstück: Hauptverhandlung vor dem Landesgericht als Schöffengericht und Rechtsmittel gegen dessen Urteile (§§ 228–296a)

5. Teil: Besondere Verfahren
- 15. Hauptstück: Hauptverhandlung vor dem Landesgericht als Geschworenengericht und Rechtsmittel gegen dessen Urteile (§§ 297–351)
- 16. Hauptstück: Wiederaufnahme und Erneuerung des Strafverfahrens sowie Wiedereinsetzung in den vorigen Stand (§§ 352–364)
- 17. Hauptstück: Verfahren über privatrechtliche Ansprüche (§§ 365–379)
- 18. Hauptstück Kosten des Strafverfahrens (§§ 380–395a)
- 19. Hauptstück: Vollstreckung der Urteile (§§ 396–411)
- 20. Hauptstück: Verfahren gegen Abwesende (§ 427)
- 21. Hauptstück: Verfahren bei vorbeugenden Maßnahmen und bei der Abschöpfung der Bereicherung, beim Verfall und bei der Einziehung (§§ 429–446)
- 22. Hauptstück: Verfahren vor dem Bezirksgericht (§§ 448–481)
- 23. Hauptstück: Verfahren vor dem Landesgericht als Einzelrichter (§§ 483–491)
- 24. Hauptstück: Verfahren bei bedingter Strafnachsicht, bedingter Nachsicht von vorbeugenden Maßnahmen, Erteilung von Weisungen und Anordnung der Bewährungshilfe (§§ 492 und 498)
- 25. Hauptstück: Ausübung der Strafgerichtsbarkeit über Soldaten im Frieden (§§ 499–506)
- 26. Hauptstück: Gnadenverfahren (§§ 507–513)

## Rezeption im Liechtensteinischen Recht
Die österreichische Strafprozessordnung wurde in Liechtenstein weitgehend übernommen. Diese liechtensteinische Strafprozessordnung ist ähnlich gegliedert und mit Paragraphen unterteilt wie ihr österreichisches Vorbild. Auch inhaltlich folgt sie in weiten Teilen wörtlich dem österreichischen Vorbild in der Fassung vor dem 1. Jänner 2008.
Mit der Einführung der liechtensteinischen Strafprozessordnung 1988 nach österreichischem Vorbild im Jahr 1975 wurde die liechtensteinische Strafprozessordnung vom 31. Dezember 1913 aufgehoben. Bereits diese Strafprozessordnung von 1913 folgte weitgehend dem Muster der früheren österreichischen Strafprozessordnung.